# Nangalasso
Nangalasso is een gemeente (commune) in de regio Sikasso in Mali. De gemeente telt 11.700 inwoners (2009).